# Flotjärnen (Stuguns socken, Jämtland)
Flotjärnen är en sjö i Ragunda kommun i Jämtland och ingår i Indalsälvens huvudavrinningsområde.